# 斯克兰顿 (北达科他州)
斯克兰顿（英語：Scranton）是位于美国北达科他州鮑曼郡的一座城市，始建于1907年。根據2020年美國人口普查，當地人口為258人。
前美国国务卿沃伦·克里斯托弗就出生该市。